# Спіламберто
Спіламберто (італ. Spilamberto) — муніципалітет в Італії, у регіоні Емілія-Романья,  провінція Модена.
Спіламберто розташоване на відстані близько 320 км на північ від Рима, 27 км на захід від Болоньї, 15 км на південний схід від Модени.
Населення — 12 559 осіб (2014).
Щорічний фестиваль відбувається 24 червня. Покровитель — святий Іван Хреститель.

## Демографія
Населення за роками:

Станом на 1 січня 2023 року в муніципалітеті офіційно проживало 2477 іноземців з 54 країн, серед них 252 громадяни країн Євросоюзу та 74 громадяни України.

## Сусідні муніципалітети
- Кастельнуово-Рангоне
- Кастельветро-ді-Модена
- Модена
- Сан-Чезаріо-суль-Панаро
- Савіньяно-суль-Панаро
- Віньйола